# 劉休祐
劉 休祐（りゅう きゅうゆう、元嘉22年（445年）- 泰始7年2月26日（471年4月1日））は、南朝宋の皇族。晋平剌王。文帝劉義隆の十三男。

## 経歴
文帝と邢美人のあいだの子として生まれた。孝建2年（455年）7月、山陽王に封ぜられ、食邑2千戸を賜った。大明元年（457年）、散騎常侍の位を受け、長水校尉を兼ねた。6月、東揚州刺史に任じられた。受けないうちに湘州刺史に転じ、征虜将軍の号を加えられた。大明4年（460年）、建康に召還されて秘書監となり、右軍将軍の号を受けた。侍中の位を受け、さらに左中郎将・都官尚書に転じた。再び秘書監となり、驍騎将軍の号を受けた。
永光元年（465年）1月、使持節・都督豫司二州南豫州之梁郡諸軍事・右将軍・豫州刺史に任じられた。同年（景和元年）9月、入朝し、鎮西大将軍の号を受けた。10月、散騎常侍・鎮軍大将軍・開府儀同三司の位を受けた。休祐の体型は相当肥満しており、前廃帝には「賊王」と呼ばれた。12月、使持節・都督荊湘雍益梁寧南北秦八州諸軍事・驃騎大将軍・荊州刺史となった。明帝が即位すると、休祐は都督江郢雍湘五州諸軍事・江州刺史に転じた。
泰始2年（466年）1月、都督江南豫司三州諸軍事・南豫州刺史に任じられた。都督豫江司三州諸軍事・豫州刺史に転じた。豫州刺史の殷琰が寿陽に拠って反乱を起こすと、休祐は歴陽に進軍して、劉勔らに殷琰を討たせた。9月、都督荊湘雍益梁寧南北秦八州諸軍事・荊州刺史に転じた。泰始4年（468年）4月、晋平王に改封された。休祐は女色と収財を好み、その荊州統治は収奪が厳しく苛酷であった。白米1斛を納めさせたが、米粒は徹底的に白く精米させ、粒の割れたものは受けつけなかった。
泰始5年（469年）閏月、建康に召還されて都督南徐南兗徐兗青冀六州諸軍事・南徐州刺史に任じられた。泰始7年（471年）2月、明帝の狩猟に同行して、日没後の落馬のため事故死したとされる。享年は27。司空の位を追贈された。5月、追って庶人とされた。

## 子女
- 劉士薈（早逝）
- 劉宣翊（世子、寧朔将軍・湘州刺史の任を受けないうちに免官された）
- 劉士弘（鄱陽哀王劉休業の封を嗣いだが、廃された）
- 劉宣彦（原豊県侯、寧朔将軍・彭城郡太守の任を受けないうちに免官された）
- 劉宣諒
- 劉宣曜（南平穆王劉鑠の封を嗣いだが、廃された）
- 劉宣景
- 劉宣梵
- 劉宣覚
- 劉宣受
- 劉宣則
- 劉宣直
- 劉宣季

## 伝記資料
- 『宋書』巻72 列伝第32
- 『南史』巻14 列伝第4